# Bandlose Aufzeichnung

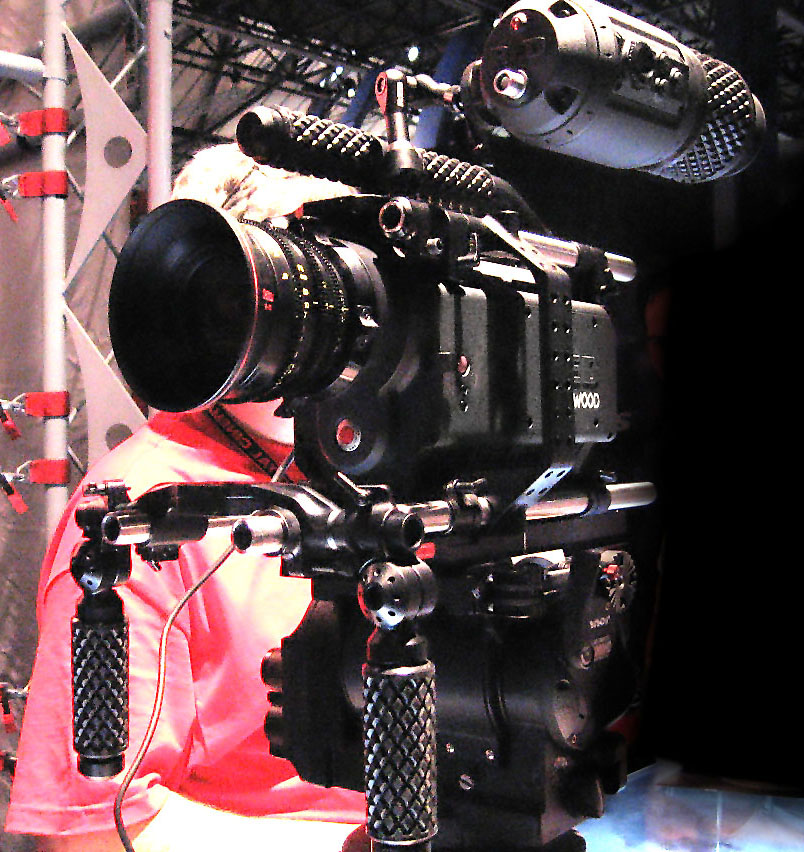
Bandlose RED ONE Kamera

Als Bandlose Aufzeichnung bezeichnet man in der Videotechnik professionelle digitalen Alternativen zur professionellen Aufnahme bewegter Bilder. Die Bandlose Aufzeichnung ergänzt oder ersetzt Film oder Videokassetten als Aufnahmemedium für bewegte Bilder.
Gefertigt werden die meisten Fernseh- und Kinoproduktionen auf Band oder Film, jedoch bieten bandlose Methoden einige Vorteile, jedoch auch Nachteile.
Nahezu alle relevanten Hersteller professioneller Kameras bieten Geräte zur bandlosen Aufzeichnung an, darunter Canon, Sony, Grass Valley, Panasonic, Red Digital Cinema Camera Company, Ikegami und ARRI.

## Medien

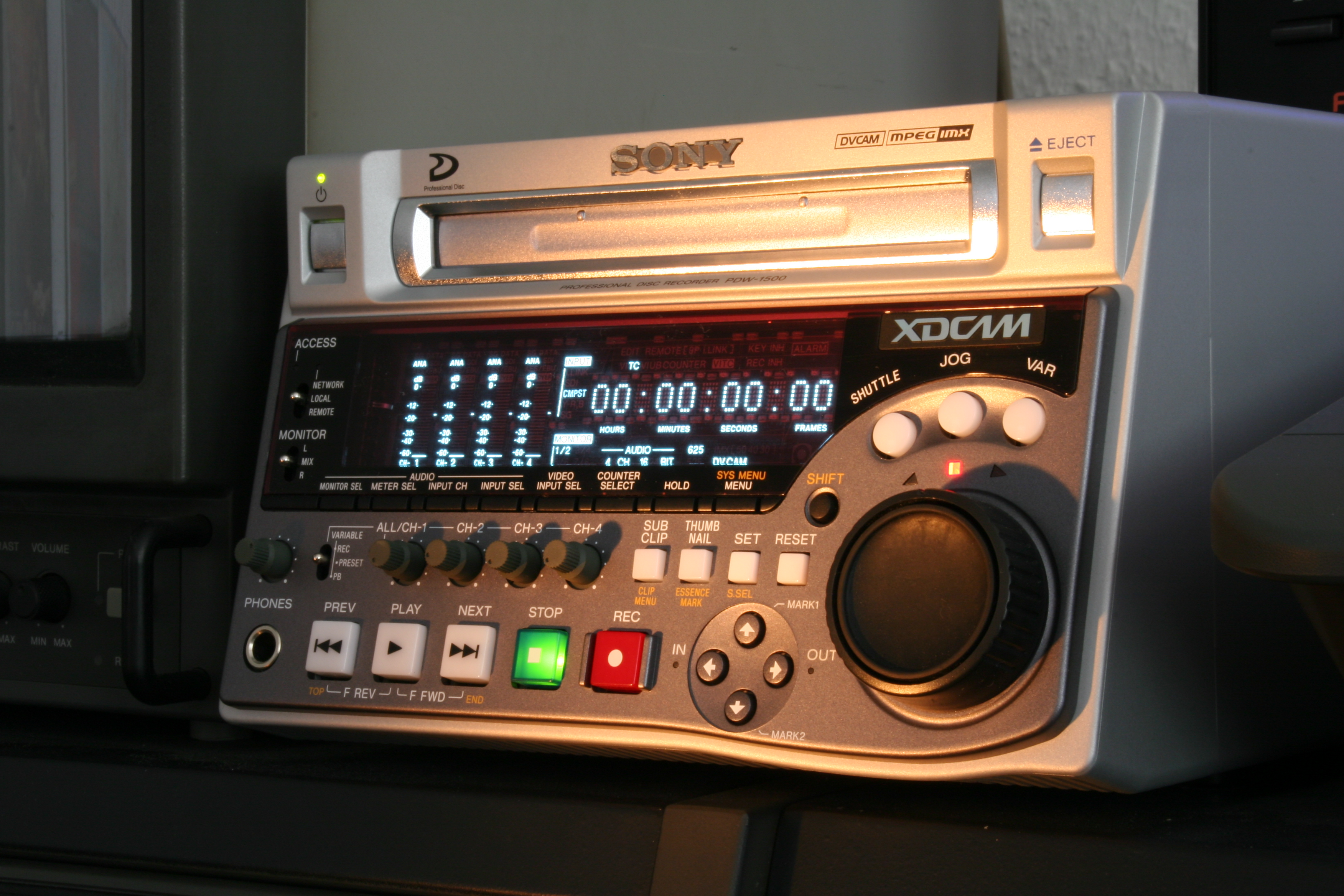
XDCAM PDW-1500 Rekorder

Anders als bei der bandbasierenden und filmbasierenden Aufzeichnung hat sich noch kein Aufzeichnungsmedium als Standard etablieren können.
Während zur TV-Produktion im semiprofessionellen Umfeld das DV-Band in den Formaten DV, HDV, DVCAM, DVCPRO und im professionellen Umfeld das Halbzollband in den Formaten Betacam, Digital Betacam, DVCPROHD und HDCAM zusammen über 90 % Marktanteil haben, ist bei der bandlosen Produktion kein einheitlicher Standard für Medien in Sicht.
Die meisten Hersteller bieten unterschiedliche Medien an.
Benutzt werden Speicherkarten (CompactFlash, P2, SxS), Festplattenspeicher (IDE, SATA, REV) und optische Speicher (Blu-ray Disc, DVD, Professional Disc).
Jedes Speichermedium bietet hierbei unterschiedliche Vorteile.
- Speicherkarten sind sehr robust, haben keine beweglichen Verschleißteile, aber bieten das schlechteste Preis-Leistungs-Verhältnis und haben die geringste Aufzeichnungsdauer.
- Festplatten sind erschütterungsempfindlich, haben bewegliche Verschleißteile, aber bieten das beste Preis-Leistungs-Verhältnis und haben die längste Aufzeichnungsdauer.
- Optische Speicher liegen in allen Aspekten zwischen den beiden anderen Lösungen.

Erschwerend kommt für eine schnelle Verbreitung bandloser Medien hinzu, dass viele Hersteller die Speichermedien proprietär entwerfen und ihre dadurch bedingten Lieferantenmonopole benutzen, um überhöhte Preise für die Medien zu erzielen, anders als bei bandbasierenden Formaten, bei denen ein reger Mitbewerb die Preise reguliert.

## Formate und Videocodecs
Auf den Speichermedien werden die aufgezeichneten Bild- und Tonspuren in unterschiedlichen, stets datenreduzierten Dateiformaten gespeichert.
Auch hier hat sich Stand September 2007 noch keinerlei Standard etablieren können. Alle Hersteller bieten eigene, proprietäre Formate an, welche wiederum nicht mit denen der anderen Anbieter kompatibel sind.
Die verwendeten Formate umfassen unter anderem klassische digitale Videoformate MPEG-2, DV, DVCAM, JIF wie auch eher aus der IT-Welt entstammende Formate, beispielsweise der Hersteller Adobe, Avid, Apple, welche wiederum auf unterschiedlichen Medien gespeichert werden können.
Um einen reibungslosen bandlosen Produktionsweg herzustellen, müssen somit Medium und das auf diesem abgespeicherte Format kompatibel sein.

## Liste der Anbieter
| Hersteller           | Modell     | Medien                                                                                   | Sensorformate                             | Sensorauflösung/MP                    | Formate                                                  | Framerate | Bajonett                            | Farbtiefe                                                | Modelle | seit        | Preis                                               | Website |
| -------------------- | ---------- | ---------------------------------------------------------------------------------------- | ----------------------------------------- | ------------------------------------- | -------------------------------------------------------- | --- | ----------------------------------- | -------------------------------------------------------- | --- | ----------- | --------------------------------------------------- | ------- |
| Canon                | Cinema EOS | CompactFlash-Speicherkarte, nicht proprietär, bei 4K mit C500 externe Festplatte         | S35 mm CMOS                               | C100/300: 1 * 8,29 MP, C500: 1 * 8,85 | Material eXchange Format, MPEG-2 422, C500: RAW, RGB 444 | PAL, C500: RAW 4096x2160 50p, C100/C300/C500 50Mbps u. 35 Mbps: 1.920 × 1.080/50i,25p, 1.280 × 720/50p,25p; 25 Mbps: 1.440 × 1.080/50i,25p | 35 mm Arri PL oder Canon EF         | C100: 8bit YUV420, C300: 8bit YUV422, C500: 12bit YUV444 | C100, C300, C500 | Januar 2012 | C100: ab 6725 €, C300: ab 13000 €, C500: ab 24000 € |         |
| Canon                | XF         | CompactFlash-Speicherkarte, nicht proprietär                                             | 16:9 1*1/3 CMOS, 16:9 3*1/3 CMOS          | 1 * 2,07 MP, 3 * 2,07 MP              | Material eXchange Format, MPEG-2 422                     | PAL, 50 Mbps u. 35 Mbps: 1.920 × 1.080/50i,25p, 1.280 × 720/50p,25p; 25 Mbps: 1.440 × 1.080/50i,25p                                        | nicht wechselbar                    | 8bit YUV422                                              | XF 100/105, XF 300/305 | Juni, 2010  | ab 2520 €                                           |         |
| Panasonic            | AVCCAM     | SDHC-Speicherkarte                                                                       | 16:9 1/4,1 (3 *) CCD oder CMOS;           | (3 *) 960*540 (versetzt)              | MPEG-4 AVC/H.264                                         | 720@1-60p (?), 1080@50, 60i, 1080@1-60p | nicht wechselbar, Micro Four Thirds | 8bit YUV420                                              | AG-HMC40/41, AG-HMC70/71, AG-HMC150/151, AG-AC130, AG-AC160, AG-HMR10(AVCCAM-Recorder), AG-HCK10G (Fingerkamera f. AG-HMR10), AG-AF100/101 | 2008        | ab 2.400 €                                          |         |
| Panasonic            | P2         | interne Speicherkarte, proprietär                                                        | 16:9 1/3-2/3 3* CCD; 3*1/3 CMOS           | 1280*720 oder 1920*1080               | DVCPRO50, DVCPRO HD, AVC-Intra 100, AVC-Intra 50         | PAL, 720@1-60p, 1080@1-24p | fix oder 1/3 oder 2/3               | 8bit YUV422, 10bit YUV422                                | HPX171, HPX250, HPX371, HPX500, HPX2700/3700, HPX2100/3100                                                                                 | 2004        | ab 5000 €                                           |         |
| Ikegami              | Editcam 3  | interne Speicherkarte/-platte, proprietär                                                | 16:9 3*2/3 CMOS                           | 1024*576                              | DV 25/50, IMX 30/40/50, JFIF                             | PAL, 720@1-60p, 1080@1-24p | B4 2/3                              | 8bit YUV422                                              | DNS33W | 2006        | ab 35.000 €                                         |         |
| Ikegami              | Editcam HD | interne Speicherkarte/-platte, proprietär                                                | 16:9 3*2/3 CMOS                           | 1920*1080                             | Avid DNxHD                                               | 1080/59,94i, 1080/50i, 1080/23,98p, 720/59,94p, 720/50p                                                                                    | B4 2/3                              | 8bit YUV422                                              | HDN-X10 | 2007        | ab 55.000 €                                         |         |
| RED                  | One        | nicht proprietär: interne CompactFlash-Speicherkarte, proprietär: Festplatte, angedockt. | S35 mm CMOS                               | 12,6 MP, 4900 × 2580                  | Quicktime, RedCode                                       | PAL, NTSC, 720, 1080: 1-120p, 4k 1-60p. | 35 mm Arri PL, Canon, Nikon, 2/3    | 10bit RGB444, 12bit RAW                                  | One | 2007        | ab 20.000 €                                         |         |
| Sony                 | NXCAM      | Memory-Stick-Speicherkarte, SDHC-Speicherkarte, Festplatte                               | 16:9 1/3 u. 1/5 (3 *) CMOS; 1*CMOS (MC50) | (3 *) 1,03 MP                         | MPEG-4 AVC/H.264, MPEG-2 PS                              | PAL, 720@1-60p, 1080@1-24p | nicht wechselbar                    | 8bit YUV420                                              | HXR-MC50, HXR-MC1P, (HDR-AX2000), HXR-NX5                                                                                                  | 2010        | ab 1.400 €                                          |         |
| Sony                 | XDCAM      | internes optisches Medium, nicht proprietär                                              | 16:9 1/2-2/3 3* CCD                       | 3 * 1,5 MP                            | DV, DVCAM, IMX30/40/50, MPEG HD422                       | PAL, 720@1-60p, 1080@1-30p | B4, 1/2 u. 2/3                      | 8bit YUV420, 8bit YUV422                                 | PDWF355L, PDW530, PDW700, PDWF800, PMW500(Aufzeichnung auf SxS)                                                                            | 2004        | ab ~12.000 €                                        |         |
| Sony                 | XDCAM EX   | SxS-Speicherkarte, nicht proprietär                                                      | 16:9 1/2 u. 2/3 3 * CMOS                  | 3 * 2 MP                              | DVCAM, XDCAM HD                                          | PAL, 720@1-60p, 1080@1-24p | Sony 1/2",B4 2/3"                   | 8bit YUV420                                              | PMW EX1/EX1R, PMW EX3, PMW 320, PMW350 | 2007        | ab 5.200 €                                          |         |
| Thomson Grass Valley | Infinity   | Compact Flash Speicherkarte, Rev Festplatte, beides nicht proprietär                     | 16:9 2/3 3 * CCD                          | 3 * 2 MP                              | DV25, JPEG 2000, MPEG-2                                  | PAL, 720@1-60p, 1080@1-24p | B4 2/3                              | 8bit YUV422                                              | Infinity | 2007        | ab 25.000 €                                         |         |

## Vorteile

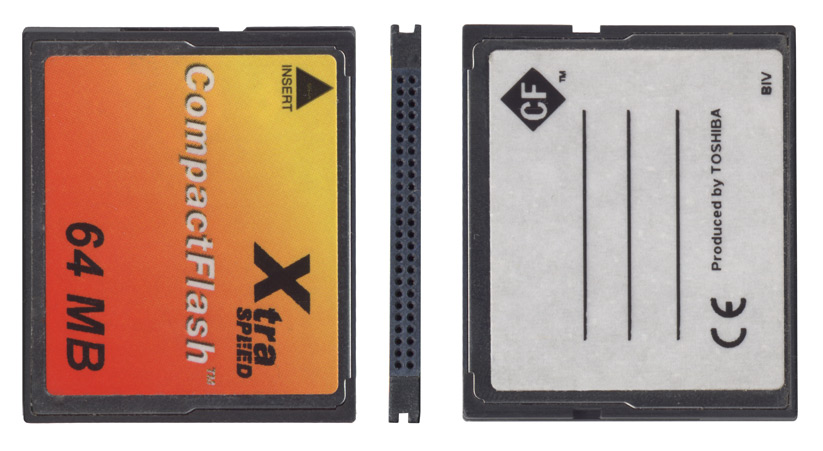
Drei Ansichten einer CompactFlash-Typ-I-Karte

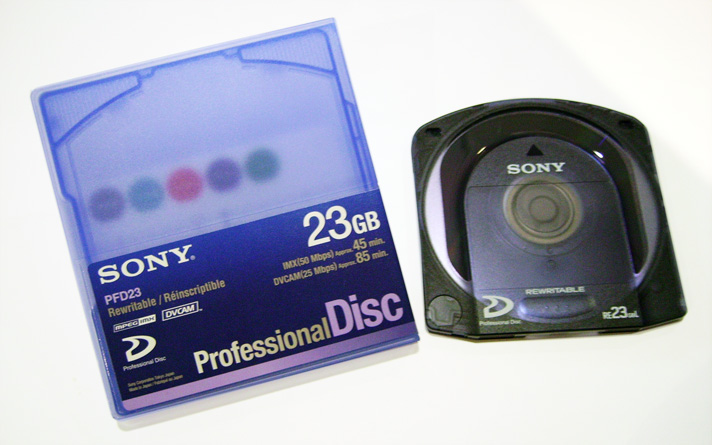
XDCAM Blu-ray Disc

Trotz des Medien- und Formatschaos bietet bandlose Produktion zahlreiche Vorteile und wird, wenn auch größtenteils als Insellösung innerhalb eines Senderstandortes oder einer Produktionsfirma eingesetzt.
Die meisten Geräte haben zwar noch Kinderkrankheiten aber lassen diese gerade hinter sich.
Relevante Vorteile sind:
- Das Zuspielen entfällt. Bei der bandlosen Produktion kann direkt auf dem Aufzeichnungsmedium ein Beitrag oder eine Sendung geschnitten werden.
- Non-linearer Zugriff: Während auf Band nur ein sequenzieller Zugriff möglich ist, kann auf bandlosen Speichermedien selektiv ein aufgezeichnetes Bild durch ein anderes ersetzt werden.
- Kopieren mit hoher Geschwindigkeit: Bandbasierende Systeme bieten meist nur einfach, selten doppelte oder vierfache Kopiergeschwindigkeit. Bandlose Systeme bieten hier erheblich höhere Geschwindigkeiten, vor allem in Fernsehauflösungen.

## Nachteile
Noch sind bandlose Systeme mit einigen Nachteilen behaftet, es ist jedoch zu erwarten, das sich diese in den nächsten 10 Jahren erheblich abschwächen.
- Preis: Die Speichermedien sind noch erheblich teurer als bandbasierende Formate. Während Bänder typischerweise dutzende Euro kosten, gibt es reihenweise bandlose Medien, die hunderte kosten.
- Archiv: In vielen Umfeldern wird das aufgezeichnete Bildmaterial archiviert, und bandlose Formate haben hier mit zahlreichen Implementierungs- und Akzeptanzproblemen zu kämpfen.
- Formatvielfalt: Durch das Ringen der unterschiedlichen Anbieter um ihre eigenen Standards herrscht fast überall eine komplette Inkompatibilität zwischen den einzelnen Subnormen.
- Standard und Abgabe: Die meisten Sender akzeptieren bandbasierende Master, die wenigsten bandlose, und wenn doch, oft nur in einer speziellen Medien/Formatkombination. Dementsprechend liefern viele Zulieferer wiederum auf Band an, was zu einer erheblichen Verlangsamung der Verbreitung der bandlosen Produktion führt. Dies stellt ein klassisches Henne-Ei-Problem dar.